# بيير ماري دي أغريف
بيير ماري دي أغريف هو سياسي فرنسي، ولد في 1755 في باريس في فرنسا، وتوفي بنفس المكان في 10 يناير 1823. انتخب Pair of France ‏ وانتخب وزير الحرب ‏.